# Евстигнеев, Виталий Владимирович
Виталий Владимирович Евстигнеев (каз. Виталий Евстигнеев; 8 августа 1985, Джамбул, Казахская ССР, СССР) — казахстанский футболист, полузащитник.

## Карьера
В 2003 году начал карьеру за ФК «Тараз», в котором провёл впоследствии шесть сезонов, далее был клуб «Ордабасы» из Шымкента. В 2011 году, вместе с братом Дмитрием Евстигнеевым подписал контракт с ФК «Актобе». За национальную сборную дебютировал в матче с Азербайджаном. Выйдя на замену, забил гол. В середине сезона 2012 года, вместе с младшим братом (Дмитрием) вернулся в «Тараз».

## Статистика
| Клуб             | Сезон            | Лига | Лига | Кубок | Кубок | Европейские матчи | Европейские матчи | Всего | Всего |
| Клуб             | Сезон            | Игры | Голы | Игры  | Голы  | Игры              | Голы              | Игры  | Голы  |
| ---------------- | ---------------- | ---- | ---- | ----- | ----- | ----------------- | ----------------- | ----- | ----- |
| Тараз            | 2003             | 21   | 0    | ?     | 0     | -                 | -                 | 21    | 0     |
| Тараз            | 2004             | 14   | 2    | 0     | 0     | -                 | -                 | 14    | 2     |
| Тараз            | 2005             | 8    | 0    | 5     | 0     | -                 | -                 | 13    | 0     |
| Тараз            | 2006             | 23   | 2    | 1     | 0     | -                 | -                 | 24    | 2     |
| Тараз            | 2007             | 19   | 1    | 0     | 0     | -                 | -                 | 19    | 1     |
| Тараз            | 2008             | 11   | 3    | 1     | 0     | -                 | -                 | 12    | 3     |
| Тараз            | 2009             | 15   | 5    | 2     | 0     | -                 | -                 | 17    | 5     |
| Ордабасы         | 2010             | 26   | 1    | 4     | 0     | -                 | -                 | 30    | 1     |
| Всего за карьеру | Всего за карьеру | 135  | 14   | 13    | 0     | -                 | -                 | 148   | 14    |

## Достижения
«Тараз»
- Финалист Кубка Казахстана: 2013